# 柳澤愼一
柳澤 愼一（やなぎさわ しんいち、1932年〈昭和7年〉12月19日 - 2022年〈令和4年〉3月24日）は、東京府東京市（現：東京都）出身のジャズ歌手、俳優、声優、福祉活動家、ボードビリアン、作詞家である。エム・スリー所属。NPO法人日本アビリティーズ協会会長顧問。有料老人ホーム気まま館東大和名誉館長。
旧芸名は柳沢 真一、柳澤 真一。

## 来歴・人物

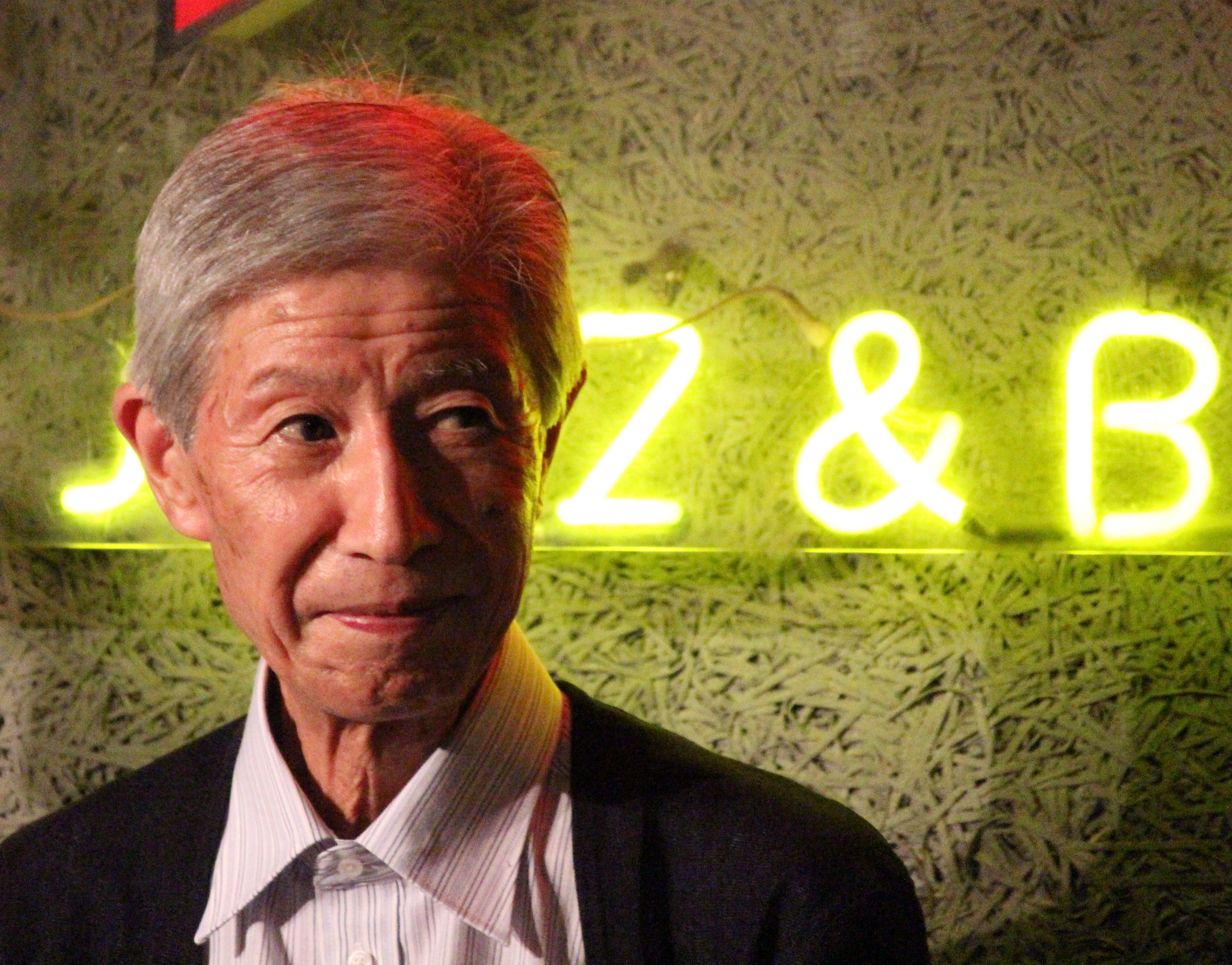
HUB浅草店にて。山田浩之撮影（Tokyo Swing Dance Society）。

江上トミから「在野の料理名人」と呼ばれた柳澤愛子の息子。戦時中、東京で空襲に遭って祖父母の住む新潟県長岡市に疎開するが、長岡でも空襲に遭って東京に戻る。東京都立豊多摩高等学校在学中、日本共産党の下部組織に参加するも、男女交際の乱れを嫌い、青山学院高等部に転校。青山学院大学文学部英米文学科中退。
高校時代、信者ではないが教会に通っているうちヤントという宣教師に出会い、社会奉仕に目覚めると共に聖歌隊で歌い始める。1950年、戦災孤児や障害者の慰問費用を捻出するために進駐軍クラブでジャズを歌い始める。このことがきっかけで、1952年、学生ながらもジャズ歌手としてデビュー。戦後の学生歌手第一号として人気を集め、1953年から1955年にかけて日劇に500日間出演という記録はその後も破られていない。当時は押しかけた客で日劇のドアが閉まらず、外を走る都電から舞台が見えたといわれる。キング・コロムビア・ビクターの3つのレコード会社から誘いを受けたが「1社選ぶのは不公平だ」と誘いを全て断ったこともある。当時、エノケン・ロッパ・金語楼の喜劇御三家から可愛がられ、特に榎本健一からは「二村定一の後を継ぐのはこいつしかいない」「柳澤をオレの二代目にする」と言われたこともある。
また俳優としては主演・助演併せて150本以上の映画に出演。テレビ草創期からテレビドラマにも数多く出演した。声優としては、『奥さまは魔女』のダーリン役の吹き替えなどで知られている。
1957年10月12日、当時新東宝所属だった女優の池内淳子と品川プリンスホテルで挙式したが、1958年1月17日には池内が実家に戻ることとなった。原因は性的不一致、姑がしっかり者すぎた、池内の暴力など諸説が噂されたが、真相は不明である。
1960年5月23日、日劇ミュージックホールのヌードダンサーの瞳はるよと再婚。同年春、日劇ミュージックホールのヌードショー「夜に戯れて」に柳澤が特別出演したのがきっかけであった。ただし、1989年には柳澤は独身と報道されている。
1962年7月17日、自宅に覆面強盗の侵入を受け、首を絞められ、10万円を奪われる。
自らも腰椎と頚椎のヘルニアや股関節脱臼に苦しみつつ、長年に渡り福祉活動をしているが、1981年、国際障害者年にちなみ総理大臣表彰を受けるまで、みずからの福祉活動を秘匿しつづけていた。福祉活動のために家屋敷を売却したこともある。重い交通事故に遭い、その後遺症で頭痛に苦しんでいるが、故意ではないからと加害者から1円も受け取っていない。
2000年に『明治・大正スクラッチノイズ』（文芸社、文庫版：2009年、ウェッジ文庫）を刊行し、健在ぶりをアピールした。
2010年にCSファミリーチャンネルで『無法松の一生』（1964年、東北新社 / フジテレビ）が再放送されるにあたり、同ドラマに警察署長役で出演していた柳澤が「雑学王」として本編放送前後に明治・大正の時代背景やドラマ草創期の裏側などを解説し、老いてもなお洒脱で元気な姿を見せていた。また、TBSラジオ『土曜ワイドラジオTOKYO 永六輔その新世界』にも不定期で出演していた。
2022年3月24日、骨髄異形成症候群のため死去。89歳没。このことは翌2023年6月28日に公表された。

## 主な出演作品

### テレビドラマ
- 無法松の一生（1964年 - 1965年、フジテレビ）
- 風（1967年、TBS / 松竹）
- 銭形平次（フジテレビ / 東映京都テレビプロ→東映）
  - 第88話「大江戸の春」（1968年） - 仙太
  - 第204話「江戸愚連隊」（1970年） - 北沢久太夫
  - 第229話「負けるな母ちゃん」（1970年） - 新六
- フジ三太郎 第3話「二人はともだち」（1968年、TBS）
- からくり儀右衛門（1969年、NHK） - ナレーション
- ライオン奥様劇場・影を慕いて（1969年、フジテレビ / 歌舞伎座テレビ室）
- 素浪人 花山大吉 第3話「鼻をつまんで名乗っていた」（1969年、NET / 東映）
- 銀河ドラマ・一の糸（1969年、NHK） - 豊竹秋太夫 役
- 大岡越前 第1部 第1話「大岡越前」（1970年3月16日、TBS / C.A.L） - 勘太
- 遠山の金さん捕物帳（1970年、NET / 東映） - 要町の文三 役
- 魔女はホットなお年頃 第13話「まったく調子のいい野郎」（1971年、毎日放送）
- 水戸黄門 第3部 第3話「雲助珍道中 -箱根-」（1971年、TBS / C.A.L.）
- 地獄の辰捕物控 （NET / 東映）
  - 第2話「御用金が死を招く」（1972年） - 為吉
  - 第25話「恋女房の幽霊を見た」（1973年） - やらずの定吉
- 怪談 第6回「累ヶ渕」（1972年、MBS） - 清兵衛
- 必殺仕掛人 第26話「沙汰なしに沙汰あり」（1973年、朝日放送 / 松竹） - 遠藤忠晴
- 大久保彦左衛門（1973年、関西テレビ）
- ぶらり信兵衛 道場破り（1973年 - 1974年、フジテレビ / 東映）
- ふりむくな鶴吉 第10話「無明の辻」（1974年、NHK）
- ご存知金さん捕物帳（1974年 - 1975年、NET / 東映） - 枯杉風山
- 必殺仕置屋稼業 第11話「一筆啓上 悪用が見えた」（1975年、朝日放送 / 松竹） - 良庵
- 斬り抜ける（1974年、朝日放送 / 松竹）
- 編笠十兵衛（1974年、フジテレビ / 東映）
- 白い地平線（1975年、TBS / 松竹）
- 大江戸捜査網（東京12チャンネル / 三船プロダクション）第3シリーズ
  - 第47話 「死を呼んだ花火地獄」（1974年） - 巳之吉
  - 第121話「闇の帝王を裁け!」（1976年） - 掛布市之進
- 影同心シリーズ（毎日放送 / 東映）
  - 影同心 第27話「赤いしごきの殺し節」（1975年） - 菊次
  - 影同心II 第18話「身代りの報酬」（1976年） - 但馬屋伝兵ヱ
- 鬼平犯科帳 (丹波哲郎) （1975年、NET）
  - 第4話「だましあい」- 山崎庄五郎
- 続けったいな人々（1975年、NHK）
- 伝七捕物帳（NTV）
  - 第75話「酒は涙か花が散る」（1975年） - 亀吉
  - 第123話「悪い奴らは地獄行き」（1976年） - 小田原の利助
- 夜明けの刑事（1975年、TBS / 大映テレビ）第51話「夫が誰かに殺される!!」 - 浅井大作
- 遠山の金さん（杉良太郎主演版）
  - 第18話「島帰りを探れ!!」（1976年） - 松井宏之進
  - 第84話「地獄のかっぽれ」（1977年） - 亀助
- 必殺からくり人・血風編（1976年、朝日放送 / 松竹）
- さわやかな男（1977年、関西テレビ）
- 銀河テレビ小説 上野駅周辺（1978年） - ラーメン屋(夫)
- 風の隼人（1979年、NHK）
- 七瀬ふたたび 第8話「家族」（1979年、NHK） - 陽次
- 花王愛の劇場・わが母は聖母なりき（1980年、TBS / 松竹）
- はみだし刑事情熱系 第6シリーズ（2002年） - 村岡園長 役
- 月曜ミステリー劇場・真実を追う男2（2004年7月19日、TBS） - 津田庄平
- BOSS 2ndシーズン 第4話「羊たちの反撃!」（2011年5月12日、フジテレビ） - ゲスト出演

### 映画
- 西銀座駅前（1956年、日活)大山重太郎
- お転婆三人姉妹 踊る太陽（1957年、日活)
- 鷲と鷹（1957年、日活）
- 夫婦百景（1958年、日活）
- 盗まれた欲情（1958年、日活）
- 素晴らしき男性（1958年、日活）
- 東京のバスガール（1958年、日活）
- おトラさんの公休日（1958年、東宝）
- 酔いどれ幽霊 (1958年、日活)
- 最高殊勲夫人（1959年、大映）
- おヤエのママさん女中 (1959年、日活)
- 赤坂の姉妹より 夜の肌 (1960年、東京映画)
- 乾杯!ごきげん野郎（1961年、東映）
- 大笑い次郎長一家 三ン下二挺拳銃（1962年、新東宝）
- ひばりの佐渡情話（1962年、東映）
- この空のある限り (1964年、松竹)
- 五瓣の椿（1964年、松竹）
- ぜったい多数（1965年、松竹）
- 雪国（1965年、松竹）
- さよならはダンスの後に（1965年、松竹）
- おはなはん・第2部（1966年、松竹）
- 紀ノ川（1966年、松竹） - キネマ旬報ベストテン第3位
- 人妻椿（1967年、松竹）
- 宇宙大怪獣ギララ（1967年、松竹）
- 若社長大奮戦（1967年、松竹）
- 濡れた逢びき（1967年、松竹）
- 恋の季節（1969年、松竹）
- 落葉とくちづけ（1969年、松竹）
- 誰かさんと誰かさんが全員集合!!（1970年、松竹）
- 起きて転んでまた起きて（1971年、東宝）
- 人生劇場（1972年、松竹）
- 人間標的 (1972年、松竹)
- 地獄の蟲（1979年、マツダ映画）
- メゾン・ド・ヒミコ（2005年、アスミック・エース） - キネマ旬報ベストテン第4位
- ザ・マジックアワー（2008年、東宝）
- 兄消える（2019年、エレファントハウス、ミューズ・プランニング）

### 吹き替え

#### 俳優
ボブ・ホープ
- 腰抜けシリーズ
  - 腰抜け大捕物
  - 腰抜け子だくさん エディ・フォイ物語
  - 腰抜け私立探偵 私の愛したブルネット
  - 腰抜け二挺拳銃
  - 腰抜け二挺拳銃の息子
  - 腰抜けペテン師

- 珍道中シリーズ
  - バリ島珍道中
  - 南米珍道中

- 姫君と海賊
- D・マーチン こきおろし大会
- ボブ・ホープショー(1970年代、NTV)

ジーン・ケリー
- 三銃士（ダルタニャン）
- ジャックと豆の木 テレビ映画　※NHK版
- 何という行き方!（ピンキィ・ベンスン）
- 初恋（ノエル・エアマン）
- シナトラ徹底こきおろし大会

ダニー・ケイ
- アンデルセン物語（ハンス・クリスチャン・アンデルセン）
- ダニー・ケイの牛乳屋
- 虹を掴む男（ウォルター・ミティー）
- ヒット・パレード（ホバート・フリスビー教授）

#### 洋画
- 皇帝円舞曲（ヴァージル・スミス／ビング・クロスビー）
- ザ・シューター/極大射程（ミスター・レート／リヴォン・ヘルム）
- ショウほど素敵な商売はない（ティム／ドナルド・オコナー）※追加録音部分は多田野曜平が代役。
- ベニスと月とあなた　(ベーピ/アルベルト・ソルディ)
- ポケット一杯の幸福（デイヴ／グレン・フォード）

#### 海外ドラマ
- アイ・ラブ・ルーシー（リッキー・リカード）
- 奥さまは魔女（ダーリン・スティーブンス）
- ミスター・エド（ウィルバー）

#### その他
- のだめカンタービレ in Europe - シャルル・オクレール 役
- のだめカンタービレ 最終楽章 - シャルル・オクレール 役

### 劇場アニメ
- まことちゃん - パパ 役[17]

### 人形劇
- ひょっこりひょうたん島 - トーヘンボク 役
- マペット・ショー - リンク 役

### バラエティ
- ジェスチャー（NHK）
- ホリデーインタビュー（NHK総合）
- 小川宏ショー（フジテレビ）
- 底ぬけ脱線ゲーム（日本テレビ）
- 13時ショー（NET）

### CM
- ナショナル洗濯機「自動うず潮」(1969年製作）※奥さまは魔女と同様、北浜晴子と共演。
- パラマウントベッド
- ロト6
- サントリー ザ・プレミアム・モルツ

## 音楽

### SPシングル
- ブレーブ・マン（パラマウント映画『レッド・ガーターズ』より訳詞：藤浦洸作）1954年、日本コロムビア

### EPシングル
- クマゴロー主題歌（ハンナ・バーベラアニメ『ヨギ・ベア』日本語版主題歌）1963年、日本ビクター[18]

## 著書
- 明治・大正スクラッチノイズ（2000年、文芸社 → 文庫版：2009年、ウェッジ文庫）